# Zeche Sandbank
Die Zeche Sandbank ist ein ehemaliges Steinkohlenbergwerk in Essen-Überruhr-Holthausen. Das Bergwerk war zunächst als Stollenbergwerk in Betrieb, später ging man zum Tiefbau über. Die Zeche Sandbank gehörte zu den Gründungsmitgliedern des Vereins für Bergbauliche Interessen.

## Geschichte
Bereits im Jahr 1803 war das Bergwerk als Stollenbergwerk in Betrieb. Das Stollenmundloch befand sich an der heutigen Langenbergerstraße, etwa 50 Meter südlich der Roten Mühle. Im Jahr 1809 war das Bergwerk wieder außer Betrieb. Im Jahr 1813 war das Bergwerk wieder in Betrieb, danach wurde das Bergwerk mehrere Jahre nicht mehr in den Unterlagen genannt. Im Jahr 1831 wurde das Bergwerk wieder in Betrieb genommen. Im Juli des Jahres 1834 wurde das Bergwerk erneut stillgelegt. Am 18. Februar des Jahres 1837 wurde ein Längenfeld südlich der Zeche Heinrich verliehen. Im Jahr 1855 wurde mit den Teufarbeiten für einen tonnlägigen Schacht begonnen. Der Schacht sollte als Maschinen- und Förderschacht genutzt werden. Er wurde südlich des Holthuser Tals angesetzt und diente dem Übergang zum Tiefbau. Zusätzlich wurden in diesem Jahr mit den Vorbereitungsarbeiten für die Installation einer 120 PS starken Hochdruckmaschine begonnen. Die Berechtsame umfasste ein Längenfeld für den Abbau in Flöz Sonnenschein. Das Bergwerk gehörte zu dieser Zeit zum Bergamtsbezirk Essen. Im Jahr 1856 wurde eine kombinierte Förder- und Wasserhaltungsmaschine mit Dampfantrieb installiert. Die Maschine wurde mit fünf Kesseln ausgerüstet und hatte eine Leistung von 128 PS. Im selben Jahr erreichte der Schacht bei einer Teufe von 22 Lachtern die Stollensohle des Förderstollens. Der Förderstollen wurde in diesem Jahr um 73 Lachter weiter aufgefahren.
Im Jahr 1857 erreichte der Schacht eine flache Teufe von 126 Metern. Der Schacht hatte in diesem Jahr das Flöz Sandbank durchteuft. Das Flöz hatte eine Mächtigkeit 88 Zoll, davon waren 24 Zoll Zwischenmittel. Die Teufarbeiten wurden weiter fortgeführt. Das Bergwerk erhielt in diesem Jahr die Erlaubnis, ein Kohlenmagazin an der Ruhr anzulegen. Im Jahr 1858 wurde bei einer flachen Teufe von 147 Metern die Fördersohle betrieben. Die Förderung erfolgte im Schacht bis zur Stollensohle. Von dort wurde die Kohle bis zur Prinz Wilhelm-Bahn gefördert. Der weitere Transport erfolgte über Tage nicht mehr per Schiff über die Ruhr, sondern mit der Eisenbahn. Im Jahr 1859 wurde bei einer flachen Teufe die 2. Sohle und bei einer flachen Teufe von 319 Metern die 3. Sohle angesetzt. Im selben Jahr wurde mit der Ausrichtung des Feldes begonnen. Die geförderten Kohlen wurden mit der Prinz Wilhelm-Eisenbahn zu den Kunden transportiert. Zusätzlich war eine Kohlenniederlage an der Ruhr vorhanden. Im Jahr 1860 wurde unterhalb vom Himmelsfürster Erbstolln abgebaut. Allerdings wurden die Pfeiler nur zur Hälfte abgebaut. Im Jahr 1863 wurde auf der ersten Bausohle das Sohlenort weiter aufgefahren. Während der Auffahrung wurde eine fünf Lachter starke Verwerfung angefahren. Das Bergwerk gehörte zu dieser Zeit zum Bergrevier Altendorf. Im Jahr 1867 wurde der Schacht um 43 Lachter tiefer geteuft. In diesem Jahr kam es zu starken Wasserzuflüssen aus dem Feld von Vereinigte Henriette. Im Jahr 1868 erreichte der Schacht eine flache Teufe von 465 Metern. Im darauffolgenden Jahr kam es bedingt durch Maschinenschäden zu erheblichen Betriebsstörungen. Im Jahr 1874 fand nur Restabbau statt, zwei Jahre später wurde die Zeche Sandbank stillgelegt. Im Jahr 1880 wurde die Berechtsame der Zeche Steingatt zugeschlagen. Im Jahr 1891 konsolidierte die Zeche Sandbank zur Zeche Steingatt.

## Förderung und Belegschaft
Die ersten Förderzahlen stammen aus dem Jahr 1832, es wurden 12.937 ½ Scheffel Steinkohle gefördert. 1840 lag die Förderung bei 225 preußischen Tonnen Steinkohle. Die ersten Belegschaftszahlen stammen aus dem Jahr 1858, es waren 70 Bergleute auf dem Bergwerk beschäftigt. Mit dieser Belegschaft wurde eine Förderung von 148.592 Scheffeln Steinkohle erbracht. Im Jahr 1860 wurde eine Förderung von 423.327 Scheffeln Steinkohle erbracht. Im Jahr 1861 lag die Belegschaftszahl bei 108 Beschäftigten, die Förderung betrug 135.767 preußische Tonnen Steinkohle. Im Jahr 1863 wurde mit 116 Beschäftigten eine Förderung von 152.404 preußische Tonnen Steinkohle erbracht. Im Jahr 1867 wurden 24.240 Tonnen Steinkohle gefördert, die Belegschaftsstärke betrug 91 Beschäftigte. Im Jahr 1870 wurde mit 82 Beschäftigten eine Förderung von 10.477 Tonnen Steinkohle erbracht. Im Jahr 1875 lag die Belegschaftszahl bei 31 Beschäftigten, die Förderung betrug 8673 Tonnen Steinkohle. Die letzten Zahlen stammen aus dem Jahr 1876, in diesem Jahr wurden 1804 Tonnen Steinkohle gefördert.